# Тако

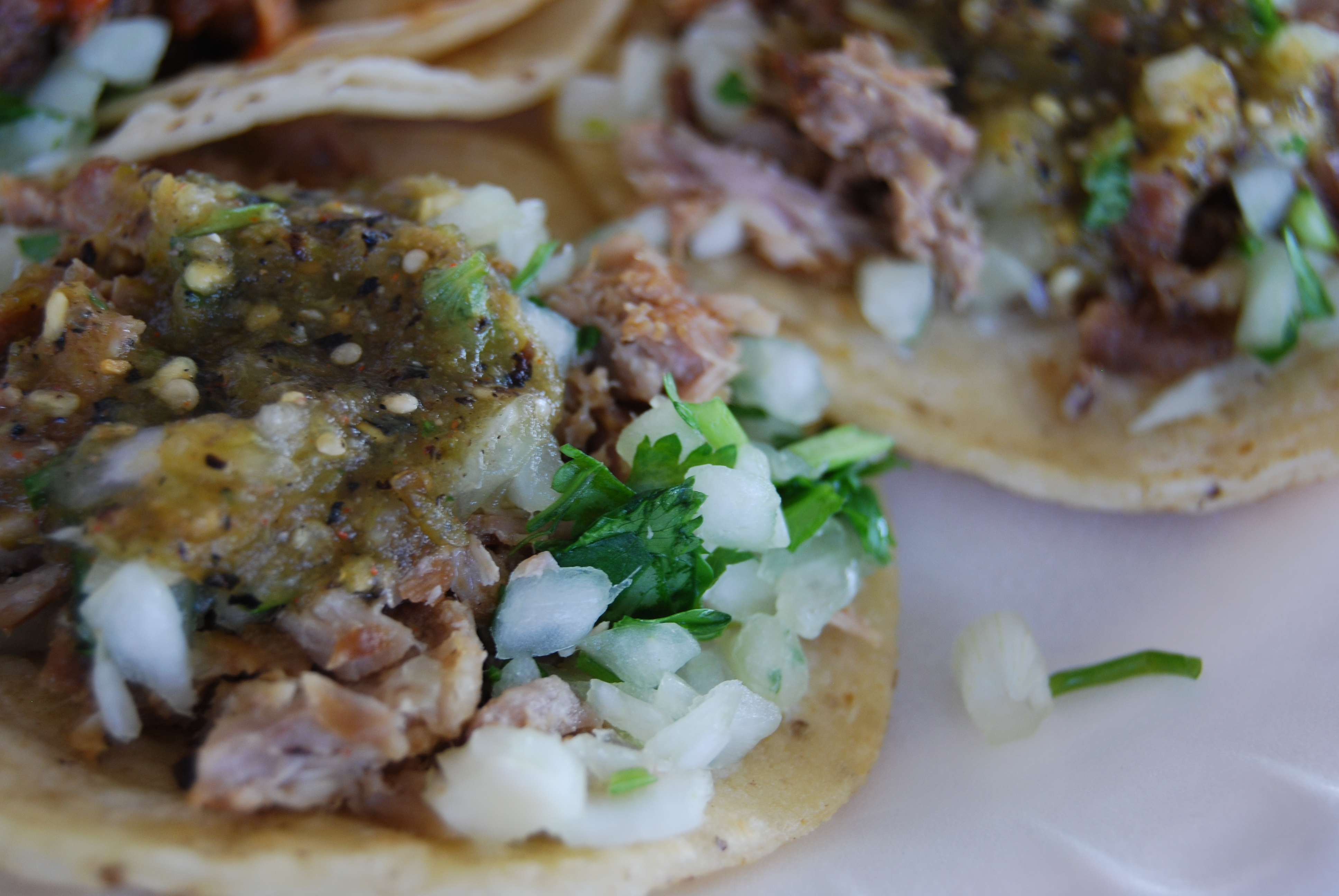
Тако

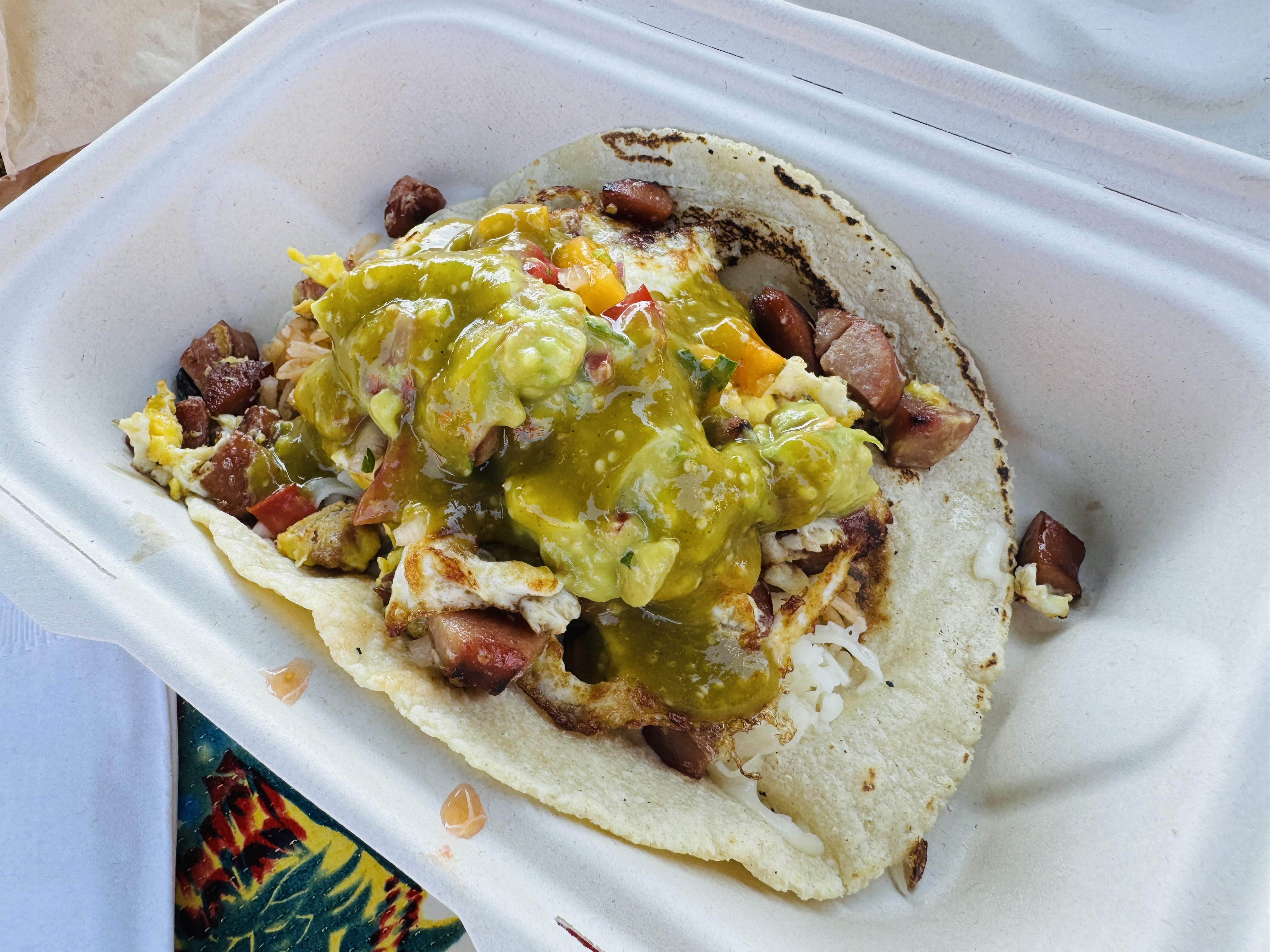
Тако з хот-догом
на сертифікованому фермерському ринку Санта-Роза, Каліфорнія. (знято 10 серпня 2024 року)

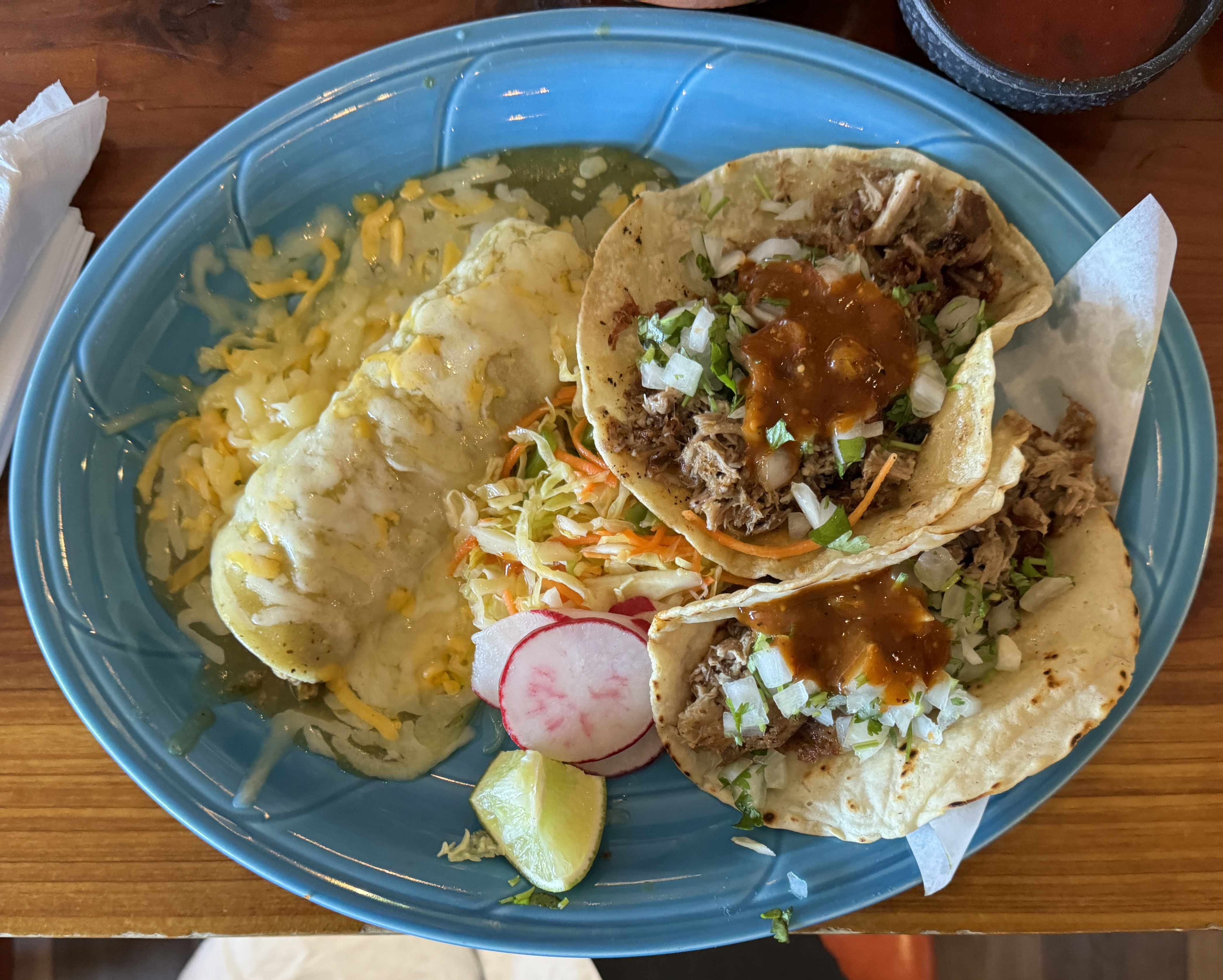
Енчілада та два тако карнітас на коржиках ручної роботи в ресторані мексиканської кухні «Мі Пуебло», Петалума, Каліфорнія. Знято 7 січня 2024 року

Та́ко (ісп. taco) — традиційна страва мексиканської кухні. Являє собою сендвіч із тортильї, згорнутої у невеличкий конвертик. Тако наповнюється різноманітними начинками: смаженим фаршем, морепродуктами, шматочками гострих ковбасок чорісос, цибулею, зеленим салатом, квасолею і навіть листками кактуса. Приправами служать сир, сальса, коріандр, гуакамоле та гострі соуси на основі перцю чилі. Існує багато сортів тако (de Asador, de Cabeza, de Cazo, sudados, de Adobada, dorados, pescado, de Camarones та інші).
Тако з'явилося ще до приходу європейців у Мексику. Існує антропологічний доказ того, що корінні жителі, що жили в області системи озер долини Мехіко, їли тако з дрібною рибою. Слово «тако» означає «пробка» (plug) або «клубок» (wad). Етимологічний словник визначає тако як «тортилья, заповнена пряним м'ясом» і описує його як «легкий обід».
Міжнародний день тако в Мексиці відзначається щорічно 31-го березня. 